# Ершов, Павел Иванович (Герой Советского Союза)
Павел Иванович Ершов (1922—1944) — сержант Рабоче-крестьянской Красной Армии, участник Великой Отечественной войны, Герой Советского Союза (1943).

## Биография
Павел Ершов родился в 1922 году в деревне Повернихино (ныне — Костромской район Костромской области). Получил начальное образование. Весной 1941 года Ершов был призван на службу в Рабоче-крестьянскую Красную Армию. Окончил полковую школу. С августа 1941 года — на фронтах Великой Отечественной войны. В боях два раза был ранен. К осени 1943 года гвардии сержант Павел Ершов командовал отделением роты противотанковых ружей 24-го гвардейского воздушно-десантного полка 10-й гвардейской воздушно-десантной дивизии 37-й армии Степного фронта. Отличился во время битвы за Днепр.
3 октября 1943 года во время боя за хутор Незаможник Верхнеднепровского района Днепропетровской области Украинской ССР Ершов увлёк за собой в атаку роту и первым ворвался на хутор. Когда противник предпринял контратаку силами двух рот пехоты и 20 танков, Ершов подбил из противотанкового ружья 6 немецких танков, заставив повернуть остальные назад. Во время второй контратаки Ершов три раза был ранен, но продолжал сражаться до подхода подкрепления. Был отправлен в госпиталь.
Указом Президиума Верховного Совета СССР от 20 декабря 1943 года за «мужество и отвагу проявленные при форсировании Днепра и расширении плацдарма на правом берегу» гвардии сержант Павел Ершов был удостоен высокого звания Героя Советского Союза. Орден Ленина и медаль «Золотая Звезда» он получить не успел, так как погиб в январе 1944 года во время боёв в Белорусской ССР. Похоронен у деревни Сыворотка Витебского района Витебской области Белоруссии.